# آلفرد رینش
آلفرد رینش (آلمانی: Alfred Rinesch; ۱۴ مهٔ ۱۹۱۱ – ۱ ژانویهٔ ۲۰۰۵) معمار اهل اتریش بود.

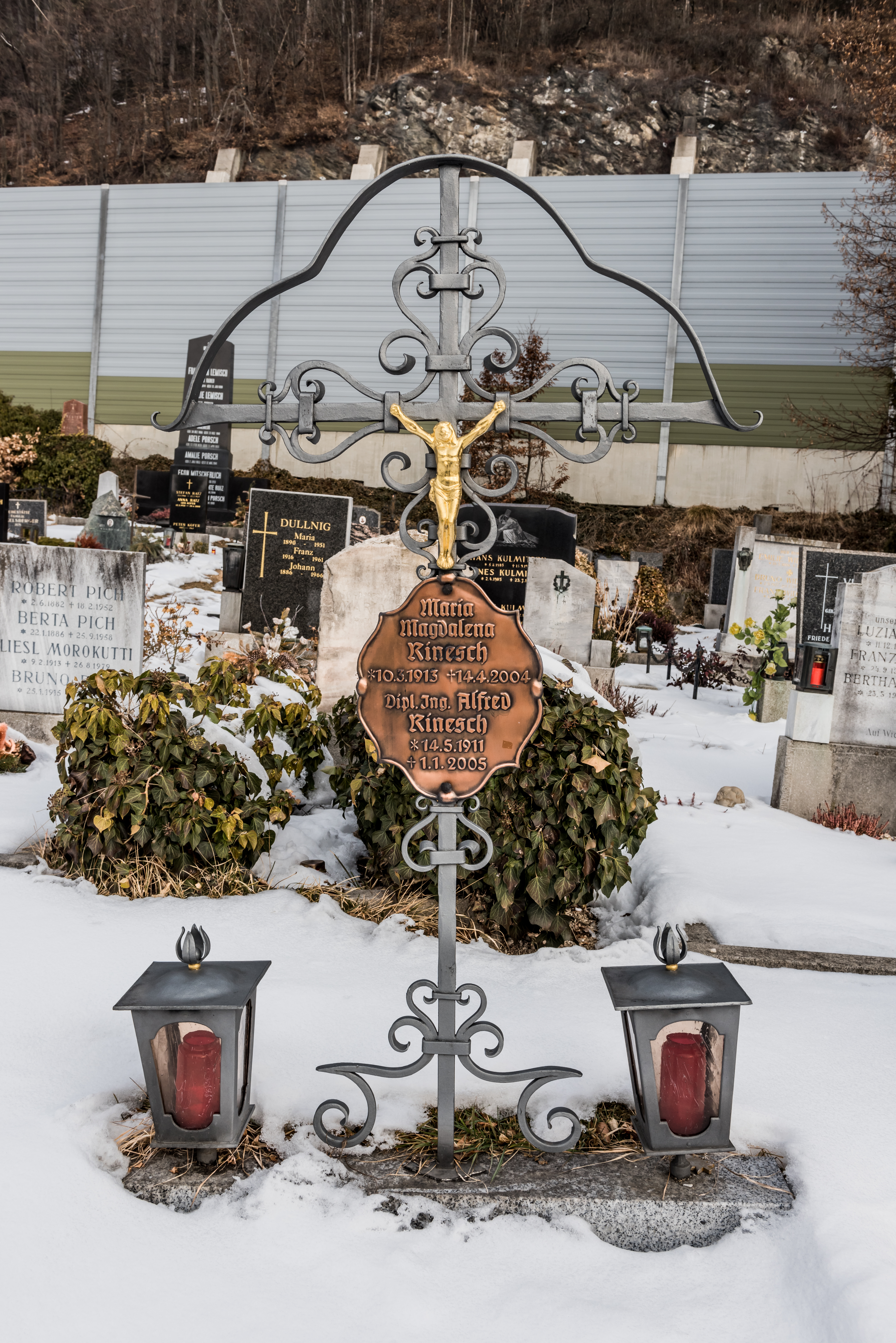
نمایی از سنگ‌مزار آلفرد رینش - ۲۰۱۷

از افتخارات او می‌توان به کسب مدال نقره طراحی ساختمان در بخش مسابقات هنری بازی‌های المپیک تابستانی ۱۹۴۸ اشاره کرد.